# Stahlianthus thorelii
Stahlianthus thorelii är en enhjärtbladig växtart som beskrevs av François Gagnepain. Stahlianthus thorelii ingår i släktet Stahlianthus och familjen Zingiberaceae. Inga underarter finns listade i Catalogue of Life.